# The Big Lebowski
The Big Lebowski (englisch für ‚Der große Lebowski‘) ist eine Filmkomödie aus dem Jahr 1998 von Ethan und Joel Coen mit Jeff Bridges in der Hauptrolle.
Die Weltpremiere fand am 18. Januar 1998 auf dem Sundance Film Festival statt. Am 15. Februar wurde das Werk im Rahmen des Wettbewerbs der Internationalen Filmfestspiele Berlin aufgeführt. Kinostart in den Vereinigten Staaten war am 6. März 1998, in Deutschland am 19. März 2014 wurde der Film ins National Film Registry aufgenommen.

## Handlung
Los Angeles, im Jahr 1991: Der arbeitslose Alt-Hippie Jeffrey Lebowski, der sich nur der Dude nennt, und seine beiden Freunde, der Choleriker Walter Sobchak und der phlegmatische Donny Kerabatsos bowlen regelmäßig zusammen. Das beschauliche Leben des Dudes ändert sich, als zwei Schlägertypen in seine Wohnung eindringen, weil sie ihn für den gleichnamigen Millionär Jeffrey Lebowski halten, dessen junge Frau Bunny einem Jackie Treehorn Geld schuldet. Bevor ihnen ihre Verwechslung bewusst wird, taucht einer der beiden den Dude kopfüber in die Toilette, während der andere auf den Teppich uriniert, der „das Zimmer erst richtig gemütlich gemacht“ hatte.
Der Dude spricht am nächsten Tag im Haus seines Namensvetters vor, um Schadensersatz für seinen Teppich zu verlangen. Der Millionär Lebowski, der im Rollstuhl sitzt, hält den Dude für einen faulen „Penner“ und ist nicht bereit, ihm den Teppich zu ersetzen. Trotzdem behauptet der Dude gegenüber Lebowskis Assistenten, dass er einen beliebigen Teppich mitnehmen dürfe, und wird so doch noch entschädigt. Beim Verlassen des Grundstücks trifft er die attraktive Bunny Lebowski und einen Freund von ihr, den deutschen Nihilisten Uli Kunkel.
Wenig später informiert Lebowski den Dude darüber, dass Bunny gerade entführt worden sei und gegen ein Lösegeld von einer Million Dollar freikommen könne. Er nimmt an, dass die Entführer mit den Schlägertypen aus der Wohnung des Dudes identisch sind. Deshalb solle dieser das Lösegeld übergeben und dabei möglichst die Entführer identifizieren.
Der Dude willigt ein, vermutet aber, dass Bunny ihre Entführung nur vorgetäuscht hat. Sein Freund Walter begleitet ihn bei der Geldübergabe und wirft statt des Geldes eine Tasche voller Schmutzwäsche als „falschen Hasen“ aus dem fahrenden Auto. Mit dem Lösegeld-Koffer fahren sie zum Bowling, lassen aber den Koffer im Wagen. Als sie zurückkommen, ist das Auto gestohlen worden.
Nun meldet sich Lebowskis Tochter, die feministische Künstlerin Maude Lebowski. Sie erklärt dem Dude, dass sie die Entführung ihrer Stiefmutter ebenfalls für vorgetäuscht halte. Ihr Vater habe das Lösegeld unbefugt aus einer gemeinsamen Stiftung entnommen und hätte auch den Teppich nicht hergeben dürfen, den sie einst ihrer inzwischen verstorbenen Mutter geschenkt hatte. Sie zeigt dem Dude den Beginn eines Pornofilms, in dem Bunny mit einem gewissen „Karl“ interagiert, und später eine Schallplatte der (fiktiven) 1970er-Jahre-Band „Autobahn“, bestehend aus Uli und seinen ebenfalls nihilistisch eingestellten deutschen Freunden. Sie bietet dem Dude zehn Prozent des Lösegeldes, falls es ihm gelingen sollte, es wiederzubeschaffen. Im späteren Verlauf der Handlung lässt sie sich bei einem weiteren Aufeinandertreffen vom Dude schwängern.
Dudes gestohlener Ford Gran Torino wird zwischenzeitlich von der Polizei gefunden, aber der Koffer mit dem Geld fehlt. In dem schwer beschädigten Auto findet der Dude stattdessen die Hausaufgaben eines gewissen Larry, den er für den Dieb des Geldes hält. Walter und der Dude suchen den Teenager auf, können aber nichts aus ihm herausbekommen. Um Larry einzuschüchtern, demoliert Walter eine vor dessen Haus geparkte, neuwertige Corvette, weil er fälschlicherweise annimmt, Larry habe sie mit dem Lösegeld gekauft. Tatsächlich taucht der wahre Besitzer aus dem benachbarten Haus auf und ramponiert aus Wut wiederum den Ford des Dudes.
Lebowski stellt den Dude wegen des verschwundenen Lösegeldes zur Rede und präsentiert ihm einen abgeschnittenen Zeh, der ihm von den Entführern zugeschickt worden sei. Die Schläger suchen den Dude abermals auf und bringen ihn zu ihrem Auftraggeber, dem Pornofilm-Produzenten Jackie Treehorn. Dieser meint, dass Bunny Lebowski ihm Geld schulde, und setzt den Dude unter Drogen, um an Informationen zu kommen. Der nennt im Rausch lediglich den Schüler Larry.
Als Bunny schließlich von einem mehrtägigen Ausflug zurückkommt, wird klar, dass die deutschen Nihilisten – Uli, Franz, Kieffer und Ulis Freundin, von der der abgetrennte Zeh stammt – die Entführung nur vorgetäuscht haben. Der vermeintliche Millionär Lebowski wiederum hatte Bunnys angebliche Entführung genutzt, um die Million Dollar der Stiftung zu unterschlagen. Der Dude vermutet nun, dass der Lösegeld-Koffer, den Lebowski ihm anvertraut hat, überhaupt kein Geld enthalten hat, da ihm das Wohlergehen seiner Frau gleichgültig ist.
Da aus Sicht der Entführer der Dude nach wie vor das Lösegeld haben muss, überfallen sie ihn und seine Freunde auf dem Parkplatz des Bowling-Centers. Während des Kampfes erleidet Donny einen Herzinfarkt und stirbt. An einem windigen Klippenrand verstreuen der Dude und Walter Donnys Asche aus einer Kaffeedose und gehen anschließend zum Bowling.

## Hintergrund

### Anspielungen

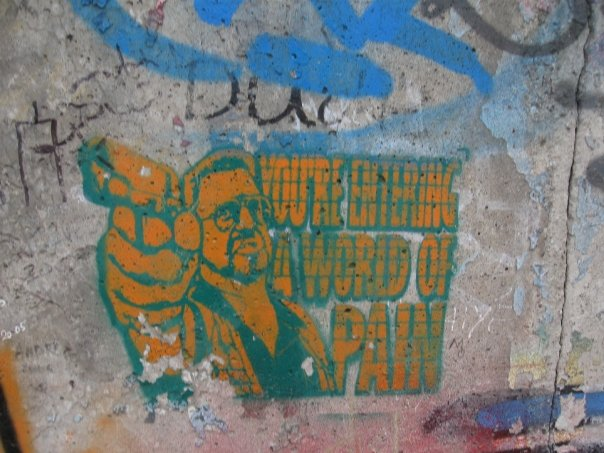
Graffito mit Walter Sobchak an der Berliner East Side Gallery

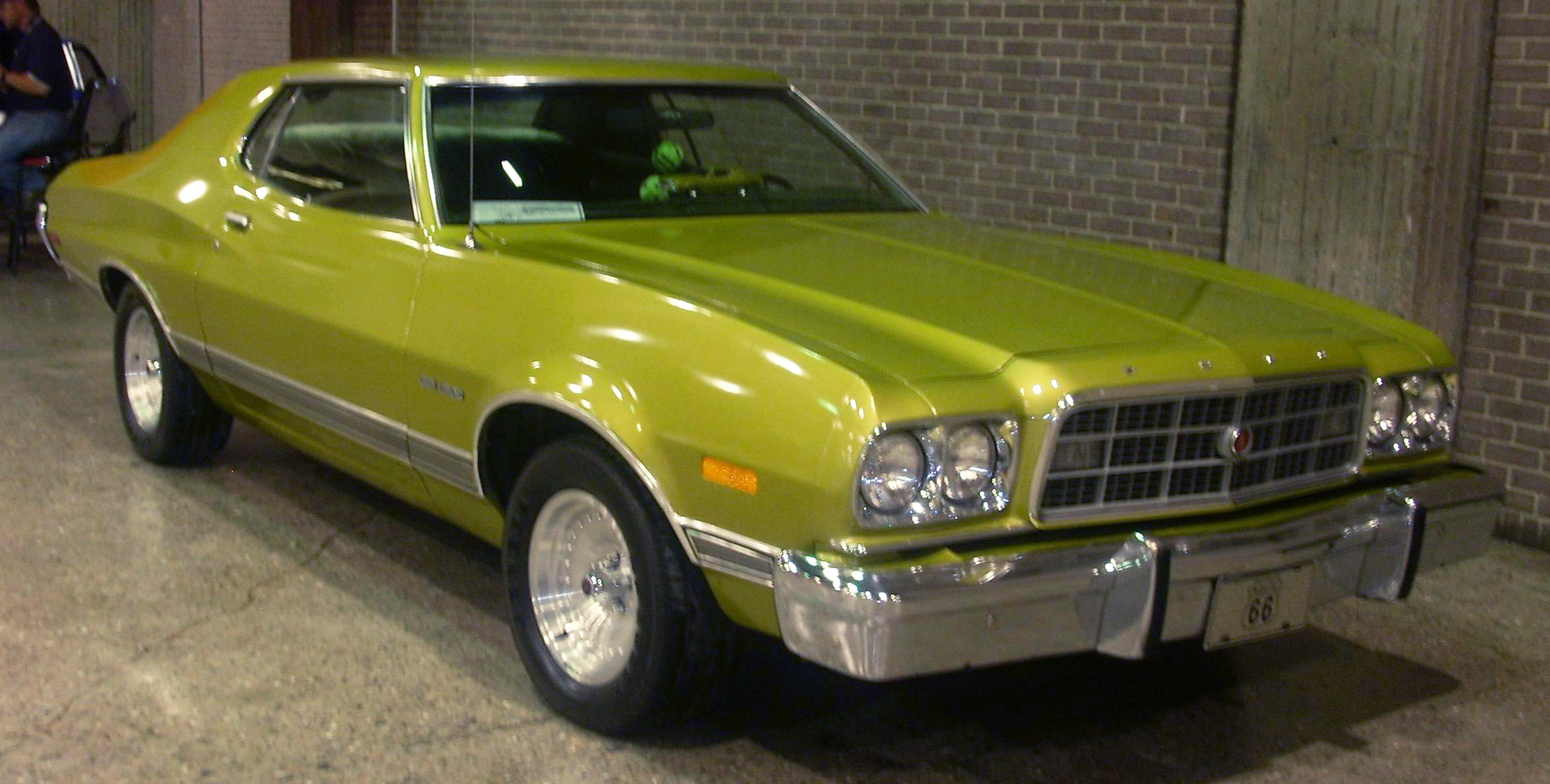
Das Auto des Dude: ein 1973er Ford Torino

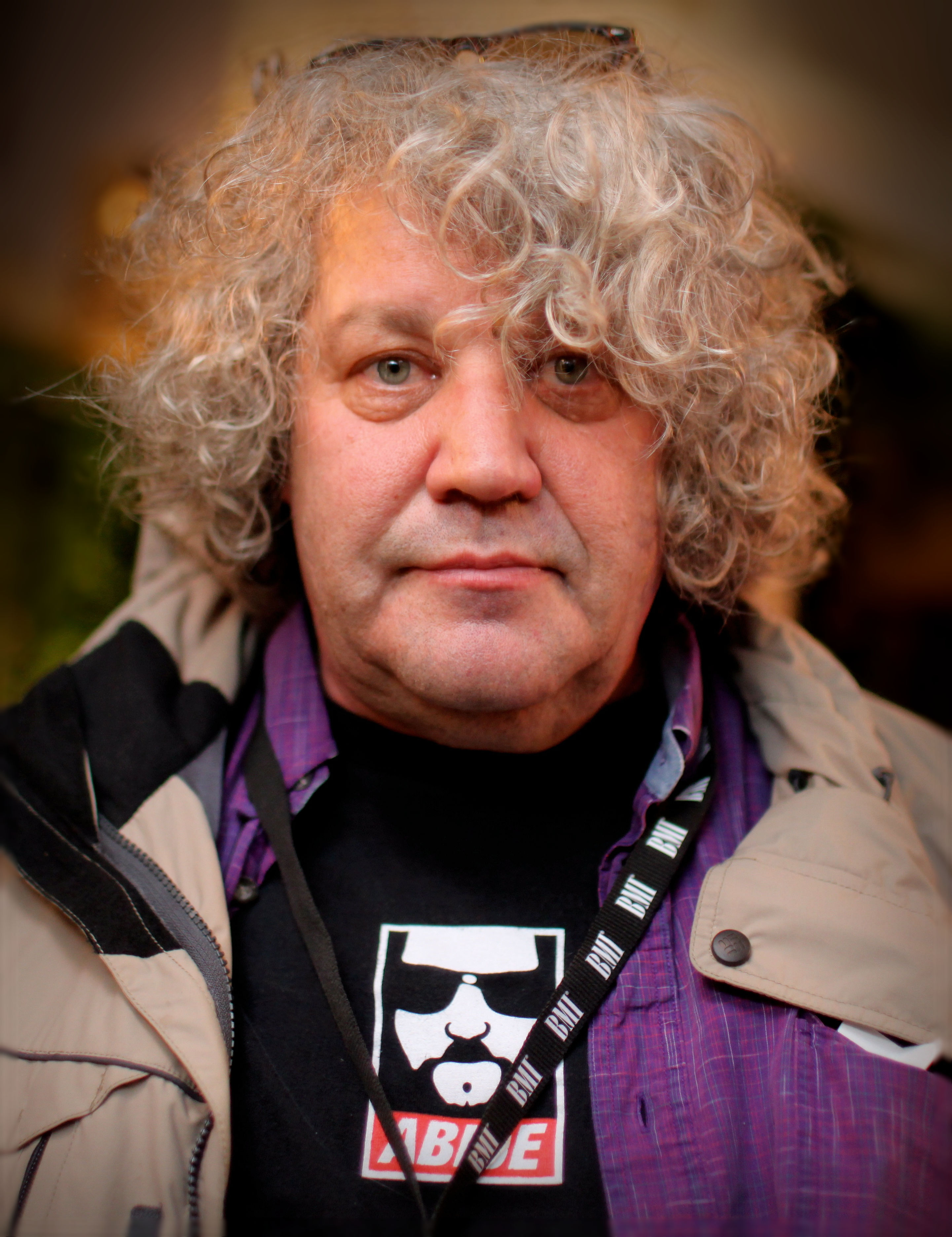
Jeff Dowd, ein US-amerikanischer Filmproduzent und politischer Aktivist, das Vorbild für den „Dude“ (2009)

„Wir wollten eine Chandler-ähnliche Geschichte erzählen – wie sie sich episodisch bewegt, und von Figuren handelt, die einen Kriminalfall auflösen; und wir wollten gleichfalls eine hoffnungslos komplexe Handlung, die am Ende doch unwichtig ist.“

The Big Lebowski ist eine Hommage an den Film noir der 1940er-Jahre. Bei der Erstellung des Drehbuchs wollten die Coen-Brüder eine undurchsichtige Geschichte erschaffen, welche in der erzählerischen Struktur denen von Raymond Chandler und dessen Privatdetektiv Philip Marlowe ähnelt. Der Titel ist eine direkte Reverenz an Raymond Chandlers Roman The Big Sleep von 1939 (deutscher Buchtitel: Der große Schlaf). Die Figur des Rollstuhlfahrers Mr. Lebowski ist an die Figur des querschnittsgelähmten General Sternwood aus The Big Sleep angelehnt. Unter anderem haben beide Figuren eine Tochter, die im Verlauf der Geschichte eng mit dem Protagonisten „zusammenkommt“. Verfilmt wurde Chandlers Roman durch Regisseur Howard Hawks als Filmklassiker Tote schlafen fest (1946), mit Humphrey Bogart und Lauren Bacall in den Hauptrollen. Laut einer Anekdote verstand sogar Hawks die Handlung des verworrenen Tote schlafen fest nicht vollständig, ähnlich verworren wollten auch die Coen-Brüder ihren Film machen.
Bunny wuchs nach Angaben von Da Fino, dem Privatdetektiv im blauen VW Käfer, auf einer trostlosen Farm in der Nähe von Moorhead in Minnesota auf, von der er ein Schwarzweißfoto zeigt. Moorhead ist die Heimatstadt von Jeff Bridges’ Frau und grenzt unmittelbar an Fargo, North Dakota, das dem Vorgängerfilm Fargo der Coen-Brüder den Titel lieh. Die Herkunft aus ärmlichen Verhältnissen ist gleichzeitig eine Anspielung auf Holly Golightlys Herkunft in Frühstück bei Tiffany. Eine weitere Reverenz an Hawks’ Verfilmung Tote schlafen fest (1946) ist Bunnys Geburtsname: Laut Da Fino heißt sie richtig Fawn Knudsen – ähnlich wie Peggy Knudsen, die in Tote schlafen fest eine Nebenrolle verkörperte. Die letzten Worte des Films (das vom Cowboy gesprochene „The Dude Abides“) zitieren den letzten Satz des Film noirs Die Nacht des Jägers, in dem Lillian Gish diesen auf die Kinder der Welt bezieht, die viel Schreckliches durchstehen müssten.
Die Figur des Dude basiert hauptsächlich auf Jeff „The Dude“ Dowd (* 1949), einem unabhängigen Filmproduzenten, der den Coen-Brüdern beim Verleih ihres ersten Films Blood Simple geholfen hatte. Dowd war wie der Protagonist des Films Mitglied der „Seattle Seven“ und bevorzugt es, sich eher salopp zu kleiden.
Die im Film gezeigte Techno-Pop-Platte Nagelbett einer deutschen Band namens Autobahn, bestehend aus den Nihilisten, ist eine Anspielung auf die Gruppe Kraftwerk, die insbesondere durch den Titel Autobahn von ihrem gleichnamigen Album aus dem Jahr 1974 auch in den USA bekannt wurde. Das fiktive Plattencover im Film ist angelehnt an die Optik des 1978 veröffentlichten Kraftwerk-Albums Die Mensch-Maschine, das die Musiker ebenfalls in markanten roten Hemden mit schwarzen Krawatten zeigte.
Der Vater von Larry liegt im Film in einer Eisernen Lunge. In den frühen 1990er-Jahren gab es noch viele Menschen, die infolge von Polio-Erkrankungen diese Maschine zur Lebenserhaltung nutzen mussten.

### Produktionsgeschichte
Die Dreharbeiten fanden vom 27. Januar 1997 bis 25. April 1997 an verschiedenen Orten in Kalifornien statt. Als Kulisse für die Villa des Pornoproduzenten diente die Sheats-Goldstein Residence in Los Angeles. Die Bowling-Sequenzen wurden über drei Wochen bei Hollywood Star Lanes, einem 2002 geschlossenen Bowlingcenter in Los Angeles, gedreht. Die Szene, in welcher Dude von zahlreichen Tänzerinnen träumt (eine Hommage an die Busby-Berkeley-Musicalfilme), wurde in einem stillgelegten Flugzeughangar gefilmt.
Einer der Nihilisten wird von Flea, dem Bassisten der Red Hot Chili Peppers, gespielt. Die Nihilistin mit dem abgeschnittenen Zeh verkörpert Songwriterin und Sängerin Aimee Mann. Einen Kurzauftritt als Smokey hat Jimmie Dale Gilmore, Sänger und Songwriter der Folkrockgruppe The Flatlanders. Asia Carrera, die Frau, die zusammen mit Bunny Lebowski und dem Nihilisten in dem Pornofilm, den Maude dem Dude zeigt, auftaucht, ist tatsächlich eine bekannte Pornodarstellerin. Jerry Haleva, der in einer kurzen Traumsequenz als Saddam Hussein auftritt, spielte diese Rolle bereits in Hot Shots! – Die Mutter aller Filme und Hot Shots! Der zweite Versuch.

### Soundtrack

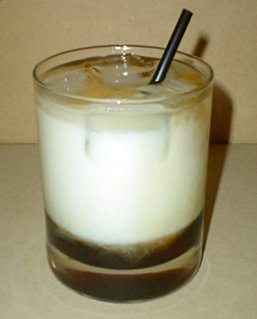
Der Lieblingsdrink des Dude: White Russian

Der Song, der während des Abspanns läuft, ist Dead Flowers von den Rolling Stones in einer Coverversion von Townes Van Zandt. Der frühere Stones-Manager Allen Klein, der die Rechte an dem Song hält, wollte 150.000 Dollar für die Verwendung im Film. Der Musikproduzent T-Bone Burnett, der bei The Big Lebowski als Musikarchivar diente, drängte Klein, bei ihm vorbeizukommen, um sich einen Rohschnitt des Films anzuschauen. In einer Szene wird der Dude aus einem Taxi geworfen, weil er betont, dass er „die bekackten Eagles“ hasse (orig.: “I had a rough night and I hate the fuckin’ Eagles, man!”). Burnett berichtet: „Dann kam die Stelle, wo der Dude sagt: ‚I hate the fuckin’ Eagles, man!‘ Klein steht auf und sagt: ‚Das ist es, du kannst den Song haben.‘ Das war schön.“
Zudem läuft in der Szene, in der Jesus erstmals zu sehen ist, im Hintergrund eine spanische Coverversion der Gipsy Kings des Songs Hotel California von den Eagles.
1. Sons of the Pioneers – Tumbling Tumbleweeds
2. Bob Dylan – The Man in Me
3. Esquivel – Mucha Muchacha
4. The Monks – I hate you
5. Captain Beefheart – Her Eyes are a blue million miles
6. W. A. Mozart – Requiem in D-Moll
7. Gipsy Kings – Hotel California
8. Creedence Clearwater Revival – Run through the jungle
9. Booker T. & the M.G.’s – Behave yourself
10. Meredith Monk – Walking Song
11. Piero Piccioni – Traffic Boom
12. Dean Martin – Standing on the corner
13. Debbie Reynolds – Tammy
14. Elvis Costello – My mood swings
15. Creedence Clearwater Revival – Looking out my back door
16. Modest Mussorgski – Bilder einer Ausstellung (Der Gnom)
17. Santana – Oye Como Va
18. Yma Sumac – Ataypura
19. Henry Mancini – Lujon
20. Kenny Rogers & The First Edition – I just dropped in (to see what condition my condition was in)
21. Teo Usuelli – Piacere Sequence
22. Eagles – Peaceful easy feeling
23. Big Johnson – Viva Las Vegas
24. Nina Simone – I got it bad and that ain’t good
25. Moondog with Orchestra – Stamping ground
26. Carter Burwell – Technopop
27. Townes van Zandt – Dead Flowers
28. Rustavi Choir – We venerate the Cross

### Synchronfassung
Die deutsche Synchronfassung entstand 1998 bei Interopa Film unter Dialogregie von Torsten Michaelis nach einem Dialogbuch von Sven Hasper.
| Figur                              | Darsteller             | Deutscher Sprecher    |
| ---------------------------------- | ---------------------- | --------------------- |
| Jeffrey „der Dude“ Lebowski        | Jeff Bridges           | Joachim Tennstedt     |
| Walter Sobchak                     | John Goodman           | Helmut Krauss         |
| Theodore Donald „Donny“ Kerabatsos | Steve Buscemi          | Torsten Sense         |
| Maude Lebowski                     | Julianne Moore         | Liane Rudolph         |
| Jeffrey „The Big“ Lebowski         | David Huddleston       | Hans Teuscher         |
| Brandt, Big Lebowskis Sekretär     | Philip Seymour Hoffman | Michael Pan           |
| Bunny Lebowski (Fawn Knudsen)      | Tara Reid              | Dorette Hugo          |
| The Stranger (Erzähler)            | Sam Elliott            | Gunter Schoß          |
| Jackie Treehorn                    | Ben Gazzara            | Christian Rode        |
| Jesus Quintana, Bowler             | John Turturro          | Stefan Fredrich       |
| Smokey, Bowler                     | Jimmie Dale Gilmore    | Stefan Krause         |
| Privatdetektiv Da Fino             | Jon Polito             | Hans-Werner Bussinger |
| Knox Harrington, Videokünstler     | David Thewlis          | Santiago Ziesmer      |
| Ulli Kunkel (1. Nihilist)          | Peter Stormare         | Thomas Nero Wolff     |
| Kieffer (2. Nihilist)              | Michael Balzary        | Bernhard Völger       |
| Franz (3. Nihilist)                | Torsten Voges          | Oliver Feld           |

## Rezeption

### Publikumserfolg und Kultstatus

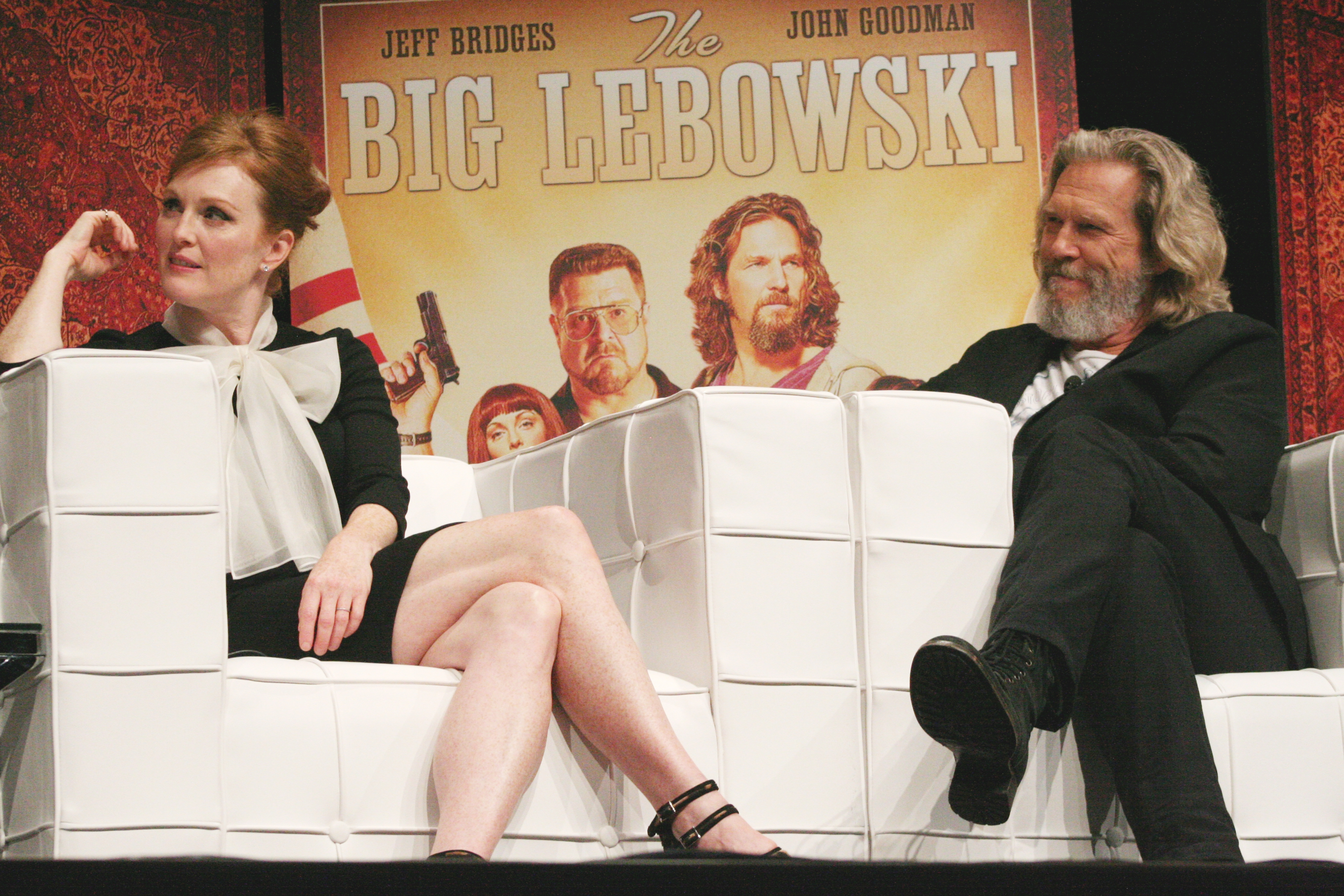
Julianne Moore und Jeff Bridges beim Lebowski Fest 2011

Die Produktionskosten wurden auf rund 15 Millionen US-Dollar geschätzt. Der Film spielte (bis Ende Mai 1998) in den Kinos weltweit rund 27 Millionen US-Dollar ein, davon rund 17 Millionen US-Dollar in den USA. In den deutschen Kinos wurden bis 29. März 1998 rund 1,8 Millionen Deutsche Mark eingenommen. Obwohl der finanzielle Erfolg des Filmes bei seiner Veröffentlichung damit nur mäßig war, wird The Big Lebowski heute weithin als Kultfilm angesehen und besitzt eine große Anhängerschaft. Seit 2002 wird in verschiedenen US-Städten jährlich ein mehrtägiges „Lebowski-Fest“ veranstaltet. Gelegentlich nehmen auch Mitwirkende des Filmes an diesen Festen teil. 2005 wurde eine religiöse Vereinigung gegründet, die den Lebensstil des Dude verherrlicht (Dudeismus). Sie trägt den Namen Church of the Latter-Day Dude.

### Kritiken
The Big Lebowski wurde mit weitgehend positiven Kritiken bedacht, wobei vor allem die Dialoge und die visuelle Ausdruckskraft der Coen-Brüder gelobt wurden, ebenso die Leistungen von Jeff Bridges und John Goodman in den Hauptrollen. Dies spiegelt sich auch in den Auswertungen US-amerikanischer Aggregatoren wider. So erfasst Rotten Tomatoes größtenteils positive Besprechungen und ordnet den Film dementsprechend als „Zertifiziert Frisch“ ein. Laut Metacritic fallen die Bewertungen im Mittel „Grundsätzlich Wohlwollend“ aus.

„Die Gebrüder Coen haben sich in ihrem neuesten Geniestreich all jenen Genres angenommen, in denen klassischerweise am reinsten das Problem des Mannseins verhandelt wird. Die Folie für The Big Lebowski ist zweifelsfrei The Big Sleep, aber neben film noir finden Western und Kriegsfilm gebührend Beachtung, und selbst Pornos und Busby-Berkeley-Musicals gehören mit zur Mixtur. Fast ein kleines Panorama des Hollywood-Kinos der Vierziger Jahre; nur verlegt von der Zeit des Zweiten Weltkriegs in die des Golfkriegs.“

„Den Coen-Brüdern ist mit The Big Lebowski zwar kein wirklich spannender Film gelungen, aber doch eine sehr amüsante Komödie mit liebevoll und gekonnt charakterisierten Spinnern. Angenehm ist, daß – ganz im Gegensatz zu ihrem Erfolgsfilm Fargo – Gewalt in diesem Film selten präsent ist, der ironische Humor aber umso häufiger.“

„Ein ausgesprochen witziger Film voller skurriler Späße, der neben seinem immensen Einfallsreichtum auf das pointiert-zurückgenommene Spiel der Darsteller aufbauen kann. Die gelungene Variante eines modernen Schelmenromans, geprägt von Fabulierlust und überbordender Fantasie.“

### Auszeichnungen
- Der Film wurde zur Berlinale 1998 eingeladen und für den Wettbewerb um den „Goldenen Bären“ nominiert.
- Bei der Verleihung Europäischer Filmpreis 1998 war der Film als „Bester nicht-europäischer Film“ nominiert.
- Der Film gewann von der Russian Guild of Film Critics 1998 einen Preis als „Bester ausländischer Film“.

## Spinoff
John Turturro inszenierte mit The Jesus Rolls ein Spinoff über den von ihm dargestellten Charakter Jesus Quintana, das zugleich eine Neuverfilmung von Die Ausgebufften darstellt. Der Film feierte im Oktober 2019 seine Premiere und kam im Februar 2020 in die Kinos. Turturro war hieran auch als Drehbuchautor beteiligt.